# ملف الضبط الاستنادي الدولي الافتراضي
الملف الاستنادي الدولي الافتراضي المعروف بالرموز VIAF هو مشروع مشترك بين مكتبة الكونغرس (LC) والمكتبة الوطنية الألمانية (DNB) والفرنسية (BnF).
يهدف هذا المشروع إلى ربط الملفات الاستنادية الوطنية (مثل ملف الاستناد الألماني) لتصبح في ملف استنادي تعاوني واحد. وفي هذا الملف يربط التسجيلات الاستنادية المتماثلة. وفي تسجيلة فياف تُعطى التسجيلة رقم قياسي، وتشمل على كل من بيانات «انظر» و«انظر أيضا» الموجودة بالتسيجيلة الأصلية، كما يشير إلى السجل الاستنادي الأصلي للتسجيلة. والبيانات متاحة على الإنترنت للبحث وتبادل البيانات. ويتم تحديث التبادل باستخدام بروتوكول مبادرة الأرشيف المفتوح لحصاد الميتاداتا (OAI-PMH).
وتضاف أرقام ملفات فياف أيضا إلى ملفات السير الذاتية على ويكيبيديا  كما تدرج أيضا في ويكي بيانات.

## مجموعات فياف VIAF Clusters
ويتم تشغيل الخوارزمية التجميعية لتسجيلات فياف كل شهر. ومع إضافة المزيد من البيانات من المكتبات المشاركة قد تتجمع مجموعات سجلات استنادية أو تنقسم، مما يؤدي إلى بعض التذبذب في معرفات فياف لبعض التسجيلات الاستنادية.

## المكتبات والمنظمات المشاركة
| الاسم                                                                     | الاسم باللغة الأم | المدينة                   | البلد                      |
| ------------------------------------------------------------------------- | --- | ------------------------- | -------------------------- |
| المكتبة البريطانية                                                        | – | لندن                      | إنجلترا                    |
| Central Institute for the Union Catalogue of the Italian libraries (ICCU) | (بالإيطالية: Istituto Centrale per il Catalogo Unico) | Rome                      | Italy                      |
| DBC (Danish Bibliographic Center)                                         | (بالدنماركية: Dansk BiblioteksCenter) | Ballerup                  | الدنمارك                   |
| الوكالة الدنماركية للثقافة                                                | (بالدنماركية: Kulturstyrelsen) | كوبنهاغن                  | الدنمارك                   |
| Flemish Public Libraries (VLACC): Bibnet                                  | (بالهولندية: Vlaamse Centrale Catalogus) | إقليم بروكسل العاصمة      | بلجيكا                     |
| مكتبة ألمانيا الوطنية (DNB)                                               | (بالألمانية: Deutsche Nationalbibliothek) | فرانكفورت                 | ألمانيا                    |
| قائمة الاتحاد لأسماء الفنانين [معهد جيتي للبحوث ‏] (ULAN [GRI])            | – | لوس أنجلوس، كاليفورنيا    | الولايات المتحدة الأمريكية |
| معرف الاسم المعياري الدولي (ISNI)                                         | – | لندن                      | المملكة المتحدة            |
| متحف إسرائيل                                                              | (بالعبرية: מוזיאון ישראל‏) | القدس                     | إسرائيل                    |
| المكتبة الوطنية اللبنانية                                                 | (بالعربية: المكتبة الوطنية) | بيروت                     | لبنان                      |
| Library and Archives Canada                                               | (بالفرنسية: Bibliothèque et Archives Canada) | أوتاوا، أونتاريو          | كندا                       |
| مكتبة الإسكندرية الجديدة                                                  | (بالعربية: مكتبة الإسكندرية) | الإسكندرية                | مصر                        |
| مكتبة الكونغرس (NACO consortium)                                          | – | واشنطن العاصمة            | الولايات المتحدة الأمريكية |
| National Agricultural Library                                             | – | Beltsville, Maryland      | الولايات المتحدة الأمريكية |
| National and University Library in Zagreb                                 | (باللاتينية: Nacionalna i sveučilišna knjižnica u Zagrebu) | Zagreb                    | Croatia                    |
| National Library Board, Singapore                                         | – | –                         | سنغافورة                   |
| National Central Library, Taiwan                                          | (بالصينية: 國家圖書館) | تايبيه                    | تايوان                     |
| National Diet Library, Japan                                              | (باليابانية: 国立国会図書館) | Tokyo and Kyoto           | اليابان                    |
| National Library and Archives of Québec                                   | (بالفرنسية: Bibliothèque et Archives nationales du Québec) | كيبيك                     | كندا                       |
| المكتبة الوطنية في أستراليا                                               | – | Canberra                  | أستراليا                   |
| المكتبة الوطنية في كتالونيا                                               | (بالكتالونية: Biblioteca de Catalunya) | برشلونة                   | إسبانيا                    |
| المكتبة الوطنية في تشيلي                                                  | (بالإسبانية: Biblioteca Nacional de Chile) | سانتياغو                  | تشيلي                      |
| المكتبة الوطنية الفرنسية                                                  | (بالفرنسية: Bibliothèque nationale de France) | باريس                     | فرنسا                      |
| المكتبة الوطنية في إيرلندا                                                | (بالأيرلندية: Leabharlann Náisiúnta na hÉireann) | دبلن                      | إيرلندا                    |
| مكتبة إسرائيل الوطنية                                                     | (بالعبرية: הספרייה הלאומית‏) | Jerusalem                 | Israel                     |
| مكتبة كوريا الوطنية                                                       | (بالكورية: 국립중앙도서관) | سيئول                     | كوريا                      |
| مكتبة لاتفيا الوطنية                                                      | (باللاتفية: Latvijas Nacionālā bibliotēka) | Rīga                      | لاتفيا                     |
| National Library of Luxembourg                                            | ( باللوكسمبورغية : Nationalbibliothéik Lëtzebuerg ) Lang-lb Text Nationalbibliothéik Lëtzebuerg ( بالفرنسية : Bibliothèque nationale de Luxembourg ) Lang-fr Text Bibliothèque nationale de Luxembourg | Luxembourg City           | Luxembourg                 |
| National Library of Medicine                                              | – | Bethesda, Maryland        | United States              |
| National Library of Mexico                                                | (بالإسبانية: Biblioteca Nacional de México) | Mexico City               | Mexico                     |
| National Library of Morocco                                               | ( بالعربية : المكتبة الوطنية للمملكة المغربية ) Lang-ar Text المكتبة الوطنية للمملكة المغربية ( بالفرنسية : Bibliothèque nationale du Royaume du Maroc )                                               | Rabat                     | Morocco                    |
| National Library of the Netherlands                                       | (بالهولندية: Koninklijke Bibliotheek) | The Hague                 | Netherlands                |
| National Library of New Zealand                                           | – | Wellington                | New Zealand                |
| National Library of Norway: BIBSYS                                        | (بالنرويجية: Nasjonalbiblioteket): BIBSYS | Trondheim                 | Norway                     |
| National Library of Poland                                                | (بالبولندية: Biblioteka Narodowa) | Warsaw                    | Poland                     |
| National Library of Portugal                                              | (بالبرتغالية: Biblioteca Nacional de Portugal) | Lisbon                    | Portugal                   |
| National Library of Russia                                                | (الروسية: Российская государственная библиотека) | Moscow                    | Russia                     |
| National Library of Scotland                                              | ( بالغيلية الإسكتلندية : Leabharlann Nàiseanta na h-Alba ) ( بالإسكتلندية : Naitional Leebrar o Scotland )                                                                                             | Edinburgh                 | Scotland                   |
| National Library of South Africa                                          | (بالأفريقانية: Staats-Bibliotheek der Zuid-Afrikaansche Republiek) | Cape Town and Pretoria    | South Africa               |
| National Library of Spain                                                 | (بالإسبانية: Biblioteca Nacional de España) | Madrid                    | Spain                      |
| National Library of Sweden                                                | (بالسويدية: Kungliga Biblioteket) | Stockholm                 | Sweden                     |
| National Library of Wales                                                 | (بالويلزية: Llyfrgell Genedlaethol Cymru) | Aberystwyth               | Wales                      |
| National Library of the Czech Republic                                    | (بالتشيكية: Národní knihovna České republiky) | Prague                    | Czech Republic             |
| National Széchényi Library, Hungary                                       | (بالمجرية: Országos Széchényi Könyvtár) | Budapest                  | Hungary                    |
| Perseus Project                                                           | – | Medford, Massachusetts    | United States              |
| RERO - Library Network of Western Switzerland                             | ( بالألمانية : Westschweizer Bibliothekverbund ) ( بالفرنسية : Réseau des bibliothèques de Suisse occidentale ) ( بالإيطالية : Rete delle bibliotheche della Svizzera occidentale )                    | Martigny                  | Switzerland                |
| Sudoc [ABES], France                                                      | (بالفرنسية: Système universitaire de documentation) | –                         | France                     |
| Syriac Reference Portal                                                   | – | Nashville, Tennessee      | United States              |
| Swiss National Library                                                    | ( بالألمانية : Schweizerische Nationalbibliothek ) ( بالفرنسية : Bibliothèque nationale suisse ) ( بالإيطالية : Biblioteca nazionale svizzera ) ( بالرومانشية : Biblioteca naziunala svizra )          | برن                       | سويسرا                     |
| NUKAT Center of Warsaw University Library [خطأ: تحقق من وسيط ورمز اللغة]  | (بالبولندية: Narodowy Uniwersalny Katalog Centralny) | –                         | يولندا                     |
| مكتبة الفاتيكان                                                           | (باللاتينية: Bibliotheca Apostolica Vaticana) | –                         | مدينة الفاتيكان            |
| ويكي بيانات                                                               | – | سان فرانسيسكو، كاليفورنيا | الولايات المتحدة الأمريكية |

### المكتبات تحت اختبار المشاركة
| English-language name                             | Native-language name (if non-English) | Location  | Country |
| ------------------------------------------------- | ------------------------------------- | --------- | ------- |
| المعهد الوطني للمعلوماتية                         | (باليابانية: 国立情報学研究所)        | طوكيو     | اليابان |
| National and University Library of Iceland (NULI) | (بالآيسلندية: Háskólabókasafn)        | Reykjavík | Iceland |

## اقرأ ايضًا
- ملف استنادي متكامل (GND)
- المحدد المعياري الدولي للأسماء (ISNI)

## وصلات خارجية
- الموقع الرسمي